# Carlos Vidal
Carlos Vidal (24 de fevereiro de 1902 — 7 de junho de 1982) foi um futebolista chileno que atuava como atacante.

## Carreira
Ele competiu na Copa do Mundo de 1930, sediada no Uruguai.